# Launceston Elliot
Launceston Elliot (9 de junio de 1874 - 8 de agosto de 1930) fue un haltera y atleta escocés que Fue el primer campeón olímpico británico, participando en las dos primeras ediciones de los Juegos Olímpicos en diferentes pruebas y especialidades..
Launceston Elliot nació en Launceston, Tasmania, Australia, en 1874; poco tiempo después de su nacimiento, su familia se mudó a la India. Su familia se estableció como parte de la aristocracia escocesa, con el conde de Minto como cabeza de familia, con fuertes conexiones con la India. El cuarto Conde de Minto sirvió como Gobernador general de la India (1905–10). Launceston Elliott fue el nieto de Sir Charles Elliot, gobernor de la Isla Santa Elena, y su padre sirvió como magistrado en el Servicio Civil Hindú.
En 1887, el padre de Elliot renunció a su puesto en India y llevó a su familia a Inglaterra, donde realizó trabajos agrícolas en Essex. Launceston, de 13 años, un excepcionalmente bien constituido joven, quien estaba viendo por primera vez Inglaterra, cayó inmediatamente bajo la influencia del gran Eugen Sandow y pronto se convertiría en un talentoso e inusual pesista. En enero de 1891, a la edad de 16 años, tuvo una actuación destacada en el primer campeonato británico, que se llevó a cabo en el Cafe Monico, en Piccadilly, London. Tres años después fue el ganador del Campeonato, en el Royal Aquarium, Westminster.

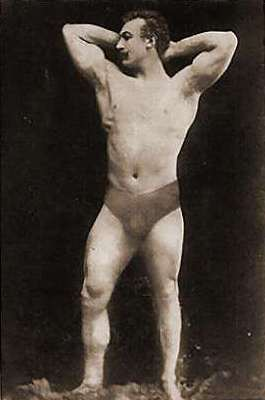
Launceston Elliott en tarjeta postal de 1910

Continuando con su éxito, Elliot viajó a Atenas para los primeros juegos olímpicos modernos. En ese tiempo, no había normas aceptadas internacionalmente o clasificaciones para la halterofilia. En el programa de los Juegos, el levantamiento a dos brazos fue la primera prueba, y después de una larga competencia, Viggo Jensen de Dinamarca y Elliot habían levantado 111,5 kilogramos, pero el Príncipe Jorge premió al danés con el primer lugar por haberlo hecho con un mejor estilo. El levantamiento de Jensen fue completado limpiamente, mientras que el de Elliot fue realizado con ciertas dificultades. Al contrario, el evento de levantamiento a una mano fue corto, y se realizó inmediatamente terminado el anterior. Elliot rechazó la oferta del príncipe George de un descanso, y solicitó poder realizar su levantamiento después que Jensen (como en la competencia de dos brazos, inicialmente el danés tenía la ventaja de levantar después de Elliot). El pedido fue aceptado a pesar de que el orden del levantamiento no tenía efectos significativos en el resultado. Elliot levantó 71.0 kilogramos sin dificultad, mientras que Jensen, quien se había lesionado al intentar levantar 112,5 kilogramos en la competencia de dos brazos, solo pudo levantar 57,0 kilogramos, y el primer campeón olímpico británico fue coronado.
Elliot también compitió en el evento de 100 metros llanos, del programa de Atletismo. Se ubicó en la tercera posición en su serie clasificatoria y no avanzó a la final. En los eventos de lucha, Elliot fue derrotado en el primer round por Carl Schuhmann de Alemania, el campeón de gimnasia.
También finalizó último de cinco competidores, en el evento de escalada de cuerda, del programa de gimnasia.
Después de su victoria en Atenas, estableció cuatro nuevos récords en los Campeonatos Amateur de 1899, y como una figura prominente en la escena del levantamiento de pesas británico, su éxito financiero estaba virtualmente asegurado. También compitió en los Juegos Olímpicos de París 1900, en las competencias de lanzamiento de disco, colocándose en la undécima posición (no hubo eventos de levantamiento de pesas se año). En 1905 se convirtió en profesional. Después de su retiro Elliott se estableció en el campo, en Inglaterra por algunos años, antes de establecerse en Melbourne en 1923. Murió de cáncer de la columna vertebral, el 8 de agosto de 1930.
Fotografías de Launceston Elliot se presentan entre los atletas distinguidos de Escocia, en la sección de deportes de la Scottish National Portrait Gallery, Edimburgo (reabierta después de una renovación importante en 2011).